# Thomas Ruf
Thomas Ruf (* 27. Juli 1911 in Leutkirch im Allgäu; † 5. Januar 1996 in Esslingen am Neckar) war ein deutscher Politiker der CDU.

## Leben und Beruf
Ruf war Diplomvolkswirt. Seit 1936 war er in der Wirtschaft tätig, seit 1939 Prokurist einer mittelständischen Import- und Großhandelsfirma. Er war Mitbegründer und bis 1949 Vizepräsident der IHK Esslingen. Weiterhin war er Gründer und bis 1947 Leiter des Sozialen Hilfsdienstes, und Gründer und bis 1959 Leiter der dortigen Volkshochschule.
Partei

Ruf gehörte der CDU an und war führendes Mitglied von deren Wirtschaftsrat. Er leitete die vom Berliner Bundesparteitag 1968 eingesetzte Kommission zur Erarbeitung einer Position der CDU zur Novellierung des Betriebsverfassungsgesetzes, die in der Öffentlichkeit auch „Ruf-Kommission“ genannt wurde.
Abgeordneter

Ruf gehörte dem Deutschen Bundestag von 1953 bis 1972 an. Schwerpunkt seiner Tätigkeit war die Sozial- und Gesundheitspolitik. So war er an der Erarbeitung der Krankenversicherungsreform und des Betriebsverfassungsgesetzes beteiligt. Auch für den Familienlastenausgleich engagierte er sich.

## Ehrungen
- 1968: Verdienstkreuz 1. Klasse der Bundesrepublik Deutschland
- 1973: Großes Verdienstkreuz der Bundesrepublik Deutschland[2]
- 1985: Großes Verdienstkreuz mit Stern der Bundesrepublik Deutschland

## Veröffentlichungen
- Arbeitnehmermitbestimmungsgesetz. Funktionsgerechte Mitbestimmung. Gesetzentwurf der Fraktion der CDU/CSU. CDU/CSU-Bundestagsfraktion, Bonn 1971.
- Deutscher Bundestag, Wissenschaftliche Dienste, Abteilung Wissenschaftliche Dokumentation: Abgeordnete des Deutschen Bundestages. Aufzeichnungen und Erinnerungen. Band 9: Thomas Ruf. Boldt, Boppard am Rhein 1991, ISBN 3-7646-1916-3.